# Philipp Wittmann
Philipp Wittmann (* 5. Mai 1815 in Mainz; † 2. Mai 1867 ebenda) war ein deutscher Jurist, hessischer Politiker und Abgeordneter der 2. Kammer der Landstände des Großherzogtums Hessen.
Philipp Wittmann war der Sohn des Medizinalrates Franz Josef Wittmann und dessen Ehefrau Marie Christine Josefine Johanna, geborene von Renauld. Wittmann, der katholischen Glaubens war, heiratete Luise geborene Viëtor.
Wittmann studierte ab 1833 Rechtswissenschaften an der Universität Gießen, wo er 1837 zum Dr. jur. promoviert wurde. Er wurde Gerichtsakzessist und dann Advokat in Mainz.
1848 wurde er in den Bezirksrat des Regierungsbezirks Mainz gewählt. Von 1849 bis 1856 gehörte er der Zweiten Kammer der Landstände an. Er wurde für den Wahlbezirk Rheinhessen 6/Wörrstadt gewählt.